# Ар Брют
Ар Брют (на френски: art brut, „неподправено изкуство“ или „сурово изкуство“) е изкуство създадено от самоуки талантливи художници, чието изкуство не е опорочено от излишна външна сила, подобно на изкуството при наивизма. Ар брют художниците обикновено, имат малък или никакъв досег с традиционния художествен свят и с художествените институции в обществото. В много случаи тяхната работа илиза на бял свят чак след смъртта им. Ар брют илюстрира екстремни състояния на човешкия ум, неконвенционални идеи и сложни фантастични светове.
Терминът понякога се прилага неправилно като маркетингов етикет за изкуство, създаден от хора, които са извън „света на изкуството“ или „галерийната арт система“, независимо от обстоятелствата или съдържанието на тяхната работа.

## Произход
Терминът ар брют е измислен през 1945 от френския художник Жан Дюбюфе, който го използва по време на първото си пътуване в Швейцария. Наименованието се използва за първи път в негово писмо до швейцарския художник Рене Обержоноа изпратено същата година..
Ар брют обхваща и събраните от доктор Ханс Принцхорн през 1920-те години открития и творби под насловието „лудите изкуства“. Една от най-емблематичните творби е направена от Адолф Вьолфли, пациент в психотерапия през 1921, когото доктор Моргенталер изследва и описва..
Дюбюфе обикаля психиатричните клиники в Швейцария и във Франция и събира творби от пациенти. Колекцията нараства и се управлява от създаденото от него Дружество за ар брют в Париж. След дълъг процес на развитие в крайна сметка колекцията се мести в Лозана под името Колеклия на ар брут в Лозана (на френски: Collection de l'Art Brut à Lausanne). .

## Дефиниция
Ар брют групира творбите на непрофесионални художници, които не са попадали под влиянието на художествено образование и работят извън установените естетически норми. Част от най-известните примери за такива творци са пациенти в психотерапевтично лечение като Адолф Вьолфли, Алоис Корбаз, Карло Дзинели и Хайнрих Антон Мюлер. Други примери са самоуки и изолирани художници както и медуими. Дубюфе разбира този тип изкуство като спонтанно, непретенциозно и без интелектуален подход. Той често дефинира ар брют като го разграничава от популярната култура и от детските рисунки. 